# Río Tarqui
El río Tarqui es un río de Ecuador. Corre a lo largo del sur de la ciudad de Cuenca y es uno de los cuatro ríos que la atraviesan.
El río nace en los páramos de Cumbe y de la parte alta de la Victoria del Portete. Los ríos que conforman esta subcuenca son: Portete, Irquis, San Agustín, Cumbe y Zhucay. Esta subcuenca casi en su totalidad está destinada a la ganadería, en especial en la parroquia de Tarqui. Las partes altas se encuentran cubiertas con pequeños bosques y matorrales nativos, incluyendo el bosque Sunsun Yanasacha, declarado como bosque protector. Esta subcuenca es la más baja de las cuencas de los cuatro ríos que atraviesan Cuenca, tiene elevaciones moderadas, pero es la más extensa. 
El río desemboca en el río Yanuncay, el cual es afluente del río Tomebamba, y más tarde, cuando este se une con el río Machángara se convierte en el río Cuenca, afluente del río Paute. El agua del Tarqui luego de pasar por otros ríos llega hasta el río Amazonas y luego al océano Atlántico.